# Gli alberi dell'orgoglio
(G. K. Chesterton, Gli alberi dell'orgoglio, I. Il racconto degli alberi pavone.)
Gli alberi dell'orgoglio (The Trees of Pride) è un racconto lungo di G. K. Chesterton, pubblicato per la prima volta nel 1922 all'interno della raccolta de L'uomo che sapeva troppo.
La storia ruota intorno alla leggenda (inventata dall'autore) di tre alberi esotici dall'influenza nefasta, e, man mano che la verità viene alla luce, si ramifica in un serrato confronto tra una visione del mondo prona alla superstizione e una rigidamente razionalista; ma le apparenze ingannano, e la verità non sempre si trova dal lato più scontato.

## Trama

### Il racconto degli alberi pavone

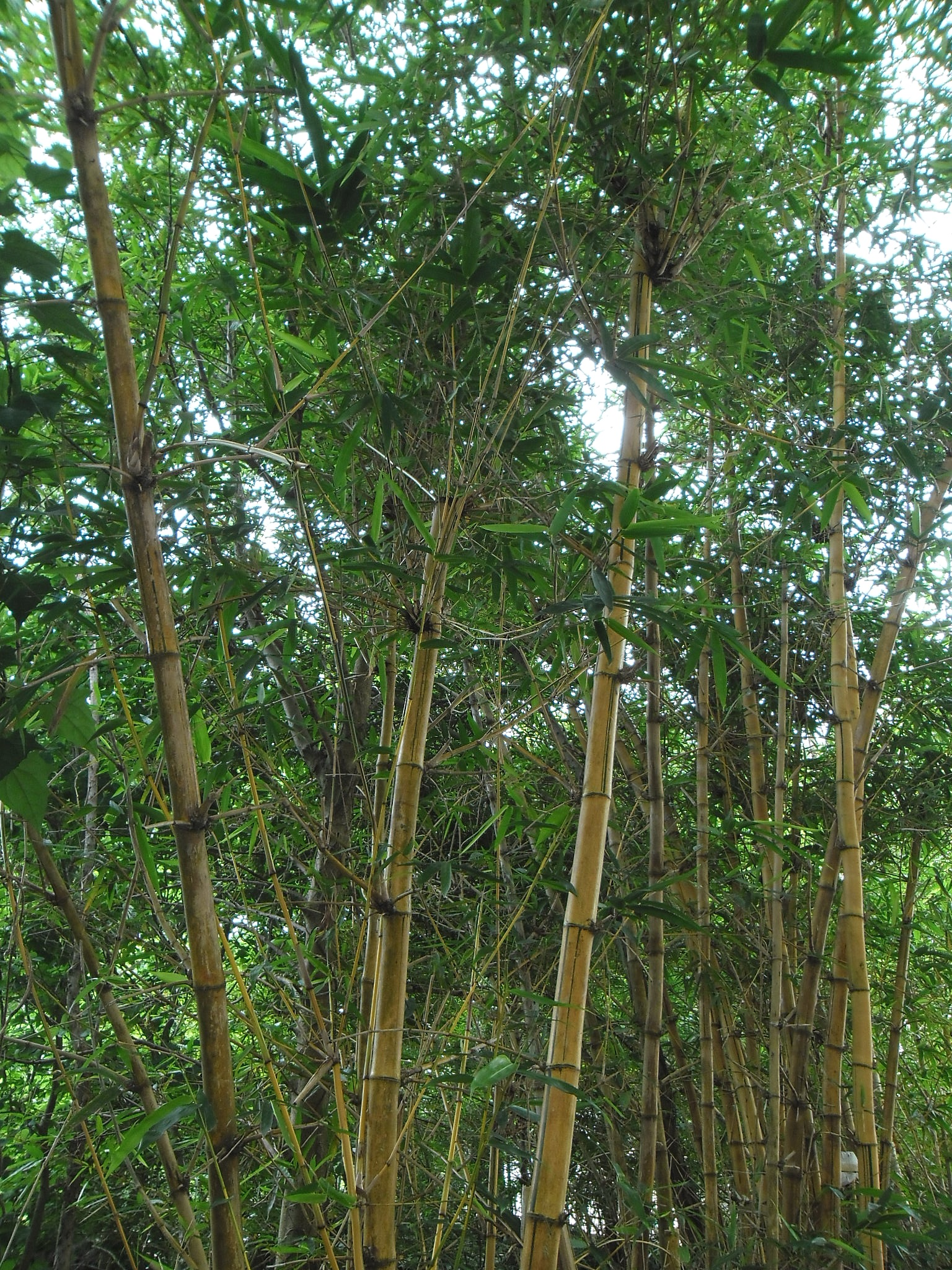
Gli alberi pavone sono detti da Vane essere di struttura simile al bambù.

Vane, signorotto della Cornovaglia, accoglie l'amico Cyprian Paynter, venuto lì per incontrare il poeta John Treherne. I tre si riuniscono a pranzo insieme alla figlia di Vane, Barbara, all'avvocato Ashe e al dottor Brown. Durante il pranzo il discorso cade sui tre alberi pavone che Vane possiede nella sua tenuta, piante portate dall'Africa cui i superstiziosi contadini dei dintorni attribuiscono ogni sorta di malvagità, tra cui anche la causa della misteriosa epidemia che va decimando la popolazione. Vane, rigido razionalista, è molto irritato da queste voci insistenti, e si rifiuta testardamente di far abbattere gli alberi, nonostante le richieste continue e pressanti del giardiniere, del taglialegna e del barcaiolo. Il dottore, avvisato dal maggiordomo, è costretto ad allontanarsi, e torna poco dopo riferendo che è morta di malattia la figlia del taglialegna, Martin. Questi, in un gesto di rabbia, scaglia la sua ascia in direzione dei tre alberi. Il dottore lo conforta e gli dice di non preoccuparsi di raccoglierla.

### La scommessa di Vane
Un mese dopo, nel quale la compagnia aveva continuato a riunirsi, durante una cena all'aperto il discorso torna sugli alberi pavone. Vane, spazientito dal misticismo di Treherne, si alza e dichiara che passerà l'intera notte sotto le fronde degli alberi maledetti per fugare gli insensati timori, e seduta stante si allontana e sparisce nel boschetto. Gli altri uomini, allibiti, decidono di non andarsene finché non sarà tornato, costringendosi a un'interminabile e tormentata notte di veglia. Il Sole sorge e si fa mattino inoltrato, ma Vane non ricompare; Treherne entra allora nel boschetto, e dichiara che il signorotto è scomparso.
La compagnia si ritrova più volte, ma passano settimane senza che nulla sia scoperto. Temendosi ormai il peggio, Paynter, Ashe e Brown si interrogano sugli averi di Vane; ma l'avvocato spiega che la figlia non può ereditare nulla finché non ci saranno prove che il padre sia morto. Ashe rivela di aver visto Treherne uscire dal bosco in quella tragica nottata, ma Paynter respinge sdegnosamente i sospetti sull'amico. Più tardi, Paynter decide di cercare tracce arrampicandosi sugli alberi pavone; entrando nel bosco incontra il taglialegna, che con aria piuttosto folle cerca intorno la sua ascia, senza trovarla. Paynter si arrampica dunque sugli alberi, e tra i rami scopre il panama di Vane, con un foro che sicuramente non c'era la sera della scomparsa. Disceso, inizia a setacciare meticolosamente il fitto boschetto, fino a quando non trova, con il coperchio coperto da zolle di prato, un profondo pozzo che si apre tra la vegetazione. Paynter rimane a lungo a riflettere vicino al pozzo, finché, verso sera, sobbalza sentendo un improvviso gorgoglio provenire dalle profondità di questo.

### Il mistero del pozzo
Il gorgoglio cessa, e Paynter si allontana per cercare una fune. Nell'uscire dal boschetto incontra stavolta il dottore, che spiega di aver dissuaso Martin dal cercare la sua ascia, perché non è bene che maneggi certi oggetti in un simile stato. Brown è vestito a lutto: per l'epidemia è morta anche la moglie del barcaiolo. Il dottore dice a Paynter che chiederà gli attrezzi richiesti al barcaiolo, dato che già lo stava andando a confortare. L'indomani il dottore fornisce una rete da pesca e altri oggetti, e Paynter si fa aiutare da Ashe nello scandagliare il pozzo. I due ripescano le ossa di uno scheletro umano, e nel cranio trovano un foro che corrisponde perfettamente a quello nel cappello di Vane. Ripescano subito dopo l'ascia del taglialegna, con la lama macchiata di scuro. Ashe ripropone i suoi sospetti su Treherne, e ora Paynter inizia a dubitare dell'innocenza del poeta. I due all'improvviso si rendono conto di un fatto che nell'eccitazione del momento era loro sfuggito: non solo l'acqua è scomparsa dal pozzo, ma le ossa sono assolutamente secche, non certo come dovrebbero apparire dopo essere state immerse a lungo nell'acqua; e anche l'accetta, con lo straccio che le avvolge il manico e la macchia di sangue sulla lama, è perfettamente asciutta. I due, stupefatti, decidono di andare al sodo e parlare a Treherne; ma prima si preparano a dare a Barbara la notizia del ritrovamento del corpo di suo padre. Ma Barbara li coglie di sorpresa: rivela di essersi sposata in segreto con il poeta, e di essere andata con lui nel bosco quella sera. Aggiunge senza vergogna di voler ereditare la tenuta, per rimediare ai danni causati da suo padre col suo razionalismo ottuso. Paynter e l'avvocato si recano da Treherne: questi difende un eventuale assassino e spiega che quella notte Barbara aveva deciso di seguire il padre, ma egli l'aveva dissuasa e le aveva detto di incontrarvisi con lui mezzora dopo; infatti, rivela, si divertivano spesso a girare da soli nel boschetto. I due avevano pensato a come interrompere quella farsa; ma non sapendo come intervenire senza peggiorare la situazione, Barbara era poi rientrata in casa; Treherne, rimasto solo, aveva udito la voce di Vane che conversava con un'altra persona: il dottor Brown. Era quindi uscito all'aperto, sotto gli occhi inflessibili dell'avvocato.

### Alla ricerca della verità

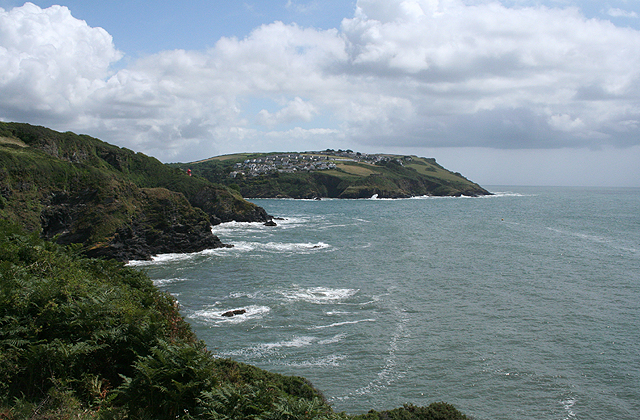
Le coste della Cornovaglia.

Qualche tempo dopo, Paynter, rimasto solo per l'improvviso viaggio a Londra e l'indaffararsi di Ashe in oscure questioni legali, attacca bottone con l'unico straniero presente, un pittore russo molto chiuso. Questi gli si rivela come un poliziotto di Scotland Yard, allertata da Ashe, e procede a spiegare cosa ha scoperto lavorando in incognito. Il maggiordomo aveva udito una violenta lite tra Vane e il dottore; il dottore era stato visto raccogliere l'ascia di Martin dal giardiniere, ma con varie scuse fantasiose ora si rifiutava di rendergliela. Il poliziotto estrae quindi la scure e scioglie le bende sul manico, mostrando che sono reali garze di uso medico e che portano le iniziali del dottor Brown, TBB. Giungono Ashe e due poliziotti in borghese: il dottore sta per lasciare il villaggio, bisogna bloccarlo nel giardino dei Treherne.
Il finto pittore allestisce il suo cavalletto, e fa per arrestare il dottore; ma questi, con furia improvvisa, si divincola e fugge al molo sulla spiaggia, inseguito dagli altri tra cui anche Treherne. Qui, preso in trappola, si volge e, con assoluta naturalezza, chiede loro di aspettare quindici minuti prima di arrestarlo. Gli altri accettano. Nel frattempo, il dottore fa notare alcune stranezze riguardo alle prove: il taglialegna ripeteva che il dottore aveva l'ascia, ma solo perché Brown gliel'aveva detto più volte; Paynter aveva ripescato lo scheletro, ma con l'attrezzatura che Brown gli aveva procurato; le garze avvolte intorno all'ascia erano state viste in suo possesso, ma solo perché egli le aveva mostrare; e le iniziali vi erano state scritte da lui, e sempre egli, dice, le aveva avvolte intorno al manico. Quindi spiega che il pozzo non è un vero pozzo, ma alla base è collegato a un sistema di gallerie che giungono al mare: quindi il salire e scendere dell'acqua si spiega con la marea. Se le ossa erano più asciutte del pozzo, significa che erano state poste lì dopo che l'acqua si era ritirata. Il dottore chiede provocatoriamente chi possa avergliele messe, e quindi, passato un quarto d'ora, indica cosa voleva mostrare loro. Tutti si volgono e, sbalorditi, vedono Vane, vivo e vegeto, venire verso di loro.
Vane spiega: quella famosa notte il dottore lo aveva seguito, e gli aveva proposto un astutissimo piano: calandosi nel sistema di grotte (che conosceva bene avendoci giocato da bambino) sarebbe sparito per un certo tempo, lasciando che la fama degli alberi crescesse a dismisura, per poi ricomparire all'improvviso e smascherare tutte le leggende superstiziose. Si era quindi allontanato in segreto e aveva trascorso un paio di mesi in crociera nel Mediterraneo, ed ora era appena tornato.
Ma ancora nulla è chiaro: perché, domanda Ashe, se bisognava inscenare una sparizione misteriosa e incomprensibile, il dottore ha posto delle ossa nel pozzo, facendo quindi credere invece ad un concreto omicidio? Stavolta è il turno di Vane di essere preso alla sprovvista: stupefatto e arrabbiato, domanda a Brown perché abbia fatto ciò, dato che il tutto doveva sembrare opera di magia. Brown alza un braccio e indica il boschetto sopra di loro, mostrando che gli alberi pavone non ci sono più. Erano stati infatti fatti tagliare da Barbara non appena aveva ereditato la tenuta.
Il dottore racconta la verità: confessa un crudo ma pietoso ateismo, e spiega che i suoi studi avevano rivelato che gli alberi pavone erano effettivamente la causa dell'epidemia in atto sulla costa, che colpiva tutti salvo pochi naturalmente immuni, come i Vane e lui stesso. Ma Vane non si era mai lasciato convincere a farli abbattere, ritenendo che il dottore fosse in realtà mosso dalle paure superstiziose dei contadini. Sapendo che era impossibile vincere la sua testardaggine scientista, che nel frattempo sarebbe costata chissà quante altre vite, aveva finto di essere tornato al buonsenso “razionalistico” e iniziato a pianificare la morte apparente del signorotto, sapendo che la figlia non avrebbe esitato a tagliare gli alberi pavone. Così, quando gli si era offerta l'occasione, aveva spinto Vane ad assentarsi per alcuni mesi. I suoi calcoli si erano però rivelati sbagliati: infatti, come aveva spiegato l'avvocato, la scomparsa non bastava a far ereditare la tenuta a Barbara. Il dottore, sapendo che Paynter intendeva setacciare il pozzo, si era così procurato uno scheletro cui aveva fatto un buco nel cranio uguale a quello nel cappello, e lo aveva calato nel pozzo, ora asciutto. Le bende e l'ascia che provavano la sua colpevolezza erano state messe lì deliberatamente, in modo che, se si fosse cercato un colpevole, non sarebbe stato incriminato un innocente.
Il dottore conclude quindi invitando a fidarsi delle persone meno istruite: non ha senso affidare al giardiniere con assoluta fiducia la cura delle proprie piante, e poi rifiutarsi di ascoltarlo dicendolo pazzo quando parla di una pianta in particolare. Ashe dichiara che nonostante tutto non può credere alle fole dei contadini ignoranti. Il dottore sorride sinistramente: «Eppure, avete ascoltato le loro assurde dichiarazioni, quando si trattava di farmi impiccare»; quindi si volta di scatto e si dirige verso il villaggio dove aveva esercitato la sua professione per così tanti anni.

## Edizioni
- Contenuto in  G. K. Chesterton, L'uomo che sapeva troppo, traduzione di Igor Longo, Milano, Mondadori, 2007.
- G. K. Chesterton, Gli alberi dell'orgoglio, traduzione di Francesca Cosi e Alessandra Repossi, Nuova Editrice Berti, 2013, ISBN 978-88-7364-578-8.